# Fraunberg
Fraunberg település Németországban, azon belül Bajorországban. Lakosainak száma 3966 fő (2023. december 31.).

## Népesség
A település népessége az elmúlt években az alábbi módon változott:
| Lakosok száma | 2198 | 2271 | 3418 | 3468 | 3509 | 3537 | 3599 | 3652 | 3935 | 3966 |
|               | 1970 | 1975 | 2012 | 2013 | 2014 | 2016 | 2017 | 2019 | 2022 | 2023 |